# NGC 3967
NGC 3967 je eliptična galaktika u zviježđu Peharu. 

## Vanjske poveznice
- (eng.) SEDS: NGC 3967
- (eng.) Revidirani Novi opći katalog
- (eng.) Izvangalaktička baza podataka NASA-e i IPAC-a
- (eng.) Astronomska baza podataka SIMBAD
- (eng.) VizieR